# Come Rain or Come Shine
"Come Rain or Come Shine" är en sång skriven av Harold Arlen med text av Johnny Mercer. Sången skrevs för musikalen St. Louis Woman och publicerades 1946.
Ett antal inspelningar av sången gjordes under 1946: av Sy Oliver (med Tommy Dorsey Orchestra, av Dinah Shore, av Helen Forrest, Dick Haymes och Margaret Whiting). Trots att låten inte blev så berömd, har den blivit en jazzstandard.
Monica Zetterlund gjorde den känd i Sverige när hon 1964 spelade in den på sin berömda skiva Waltz for Debby med Bill Evans.
Eric Clapton gjorde sin version av låten tillsammans med B.B. King på deras skiva Riding with the King, släppt 6 december 2005.